# John Wanamaker
John Wanamaker (Filadelfia, 11 luglio 1838 – Filadelfia, 12 dicembre 1922) è stato un politico statunitense.

## Biografia
Fu il trentacinquesimo direttore generale delle poste degli Stati Uniti sotto il presidente degli Stati Uniti Benjamin Harrison (ventitreesimo presidente).
Nel 1860 sposò Mary Erringer Brown (1839–1920). La coppia ebbe sei figli, 2 di essi morirono durante l'infanzia:
- Thomas Brown Wanamaker (1862–1908), sposatosi con Mary Lowber Welch (1864–1929)
- Lewis Rodman Wanamaker (1863–1928), sposatosi con Fernanda de Henry
- Horace Wanamaker (nato nel 1864, morto durante l'infanzia)
- Harriett E. Wanamaker (1865–1870)
- Mary "Minnie" Wanamaker (1871–1920) sposò Barclay Harding Warburton II,
- Elizabeth "Lillie" Wanamaker (1876–1927) sposò Norman McLeod

Iniziò come mercante aprendo il suo primo negozio a New York nel 1890, appartenente al celebre imprenditore Alexander Turney Stewart, attività che lo portò ad avere contatti anche in Europa, arrivando anche a Londra e Parigi. Avviando la sua carriera come politico suggerì durante la prima guerra mondiale di comprare la zona del Belgio dalla Germania.
Durante il suo mandato come direttore delle poste, nel 1890 convinse il Congresso ad approvare una legge che vietava la vendita di biglietti della lotteria attraverso il sistema postale, perseguitando i trasgressori.